# Ipava
Ipava és una població dels Estats Units a l'estat d'Illinois. Segons el cens del 2000 tenia 506 habitants.

## Demografia
Segons el cens del 2000, Ipava tenia 506 habitants, 222 habitatges, i 144 famílies. La densitat de població era de 723,6 habitants/km².
Dels 222 habitatges en un 24,8% hi vivien nens de menys de 18 anys, en un 55,4% hi vivien parelles casades, en un 6,3% dones solteres, i en un 34,7% no eren unitats familiars. En el 33,3% dels habitatges hi vivien persones soles el 18,5% de les quals corresponia a persones de 65 anys o més que vivien soles. El nombre mitjà de persones vivint en cada habitatge era de 2,28 i el nombre mitjà de persones que vivien en cada família era de 2,9.
Per edats la població es repartia de la següent manera: un 23,5% tenia menys de 18 anys, un 6,5% entre 18 i 24, un 26,1% entre 25 i 44, un 25,1% de 45 a 60 i un 18,8% 65 anys o més.
L'edat mediana era de 40 anys. Per cada 100 dones de 18 o més anys hi havia 98,5 homes.
La renda mediana per habitatge era de 31.250 $ i la renda mediana per família de 41.389 $. Els homes tenien una renda mediana de 34.063 $ mentre que les dones 22.679 $. La renda per capita de la població era de 16.007 $. Aproximadament el 9% de les famílies i el 10,1% de la població estaven per davall del llindar de pobresa.

## Poblacions més properes
El següent diagrama mostra les poblacions més properes.